# Pseudopungtungia
Pseudopungtungia är ett släkte av fiskar. Pseudopungtungia ingår i familjen karpfiskar.
Kladogram enligt Catalogue of Life:
| Pseudopungtungia | \| \| Pseudopungtungia nigra \| \| \| \| \| \| Pseudopungtungia tenuicorpus \| \| \| \| |
|                  | \| \| Pseudopungtungia nigra \| \| \| \| \| \| Pseudopungtungia tenuicorpus \| \| \| \| |
|                  | Pseudopungtungia nigra                                                                  |
|                  |                                                                                         |
|                  | Pseudopungtungia tenuicorpus                                                            |
|                  |                                                                                         |